# Attilio Cubeddu
Attilio Cubeddu (Arzana, 2 marzo 1947) è un criminale italiano, che fece parte dell'Anonima sequestri. È inserito nell'elenco dei latitanti più pericolosi d'Italia.

## Biografia
Nato ad Arzana nel 1947, noto fin da giovanissimo alle forze dell'ordine per i suoi numerosi precedenti penali, prese parte ai sequestri Rangoni Machiavelli e Bauer in Emilia-Romagna, messi a segno entrambi nel 1983, e al sequestro Peruzzi, messo a segno in Toscana nel 1981, e si diede alla latitanza. Arrestato nell'aprile del 1984 a Riccione, fu condannato a 30 anni di carcere.
In carcere si comportò da detenuto modello, riuscendo a ottenere numerosi permessi premio; durante uno di questi permessi, concessogli nel gennaio del 1997 con rientro previsto per il 7 febbraio, non tornò però al carcere di Badu 'e Carros di Nuoro e si diede alla latitanza, rimanendo coinvolto nel sequestro di Giuseppe Soffiantini (fu il custode dell'ostaggio) e nell'omicidio del poliziotto dei Nocs Samuele Donatoni, reati per i quali è stato condannato a 30 anni per il primo, ma assolto in via definitiva nel dicembre 2017 per il secondo. Venne fortemente sospettato (anche se mai formalmente incriminato) anche per il sequestro di Silvia Melis, rapita a Tortolì, in Ogliastra, nel 1997.
Dal 1998 è ricercato in campo internazionale, anche se all'epoca si fece strada l'ipotesi che fosse morto, forse ucciso da Giovanni Farina, un suo complice, per non dividere il denaro del riscatto per il sequestro Soffiantini.

### Le indagini per la cattura
Nel 2012 il procuratore Domenico Fiordalisi ha riaperto le indagini sul latitante Cubeddu, convinto che in realtà non sia morto e si nasconda insieme alla famiglia nel suo territorio, l'Ogliastra, protetto da molti fiancheggiatori.